# Havasi turbolya
A havasi turbolya (Anthriscus nitida) az zellerfélék (Apiaceae) családjába tartozó turbolya (Anthriscus) nemzetség Magyarországon is őshonos évelő faja.

## Előfordulás
A közép-európai törmeléklejtő- és szurdokerdők (Tilio platyphyllae-Acerion pseudoplatani) jellemző faja. A Mátrában megtalálhatóak állományai.

## Jellemzők
A szélső szirmok nagyobbak a virágzat belső részein lévőknél. A legalsó elsőrendű levélke majdnem akkora, mint a levél többi része. Májustól júniusig virágzik.